# Lonicera oiwakensis
Lonicera oiwakensis är en kaprifolväxtart som beskrevs av Bunzo Hayata. Lonicera oiwakensis ingår i släktet tryar, och familjen kaprifolväxter. Inga underarter finns listade i Catalogue of Life.